# Ruud Severijns
R.A.L. (Ruud) Severijns (Wateringen, 12 april 1951) is een Nederlands politicus van de PvdA.
Hij is opgegroeid in Moergestel en na de mulo heeft hij korte tijde gewerkt bij een schoenfabriek. Daarna werkte hij bij de belastingdienst, de verbruikersadministratie van de Energiebedrijven in Tilburg en de gemeente Oisterwijk. Severijns ging in 1980 werken bij de gemeente Hilvarenbeek waar hij in 1984 Theo van Casteren opvolgde als gemeentesecretaris nadat die burgemeester van Oeffelt was geworden. Na de fusie van de gemeente Gemert met Bakel in 1997 werd Severijns de gemeentesecretaris van Gemert-Bakel. In de avonduren heeft hij rechten gestudeerd aan de Universiteit van Tilburg waar hij in 1988 zijn doctoraal examens heeft behaald. Toen hij in april 2006 benoemd werd tot burgemeester van Oirschot was hij naast gemeentesecretaris ook fractievoorzitter van de PvdA in de Provinciale Staten van Noord-Brabant. In oktober 2017 ging Severijns met pensioen. Na zijn pensioen is hij als vrijwilliger voorzitter geworden van de Brabantse Orgelfederatie. Deze organisatie wil de Brabantse orgelcultuur bevorderen. Daarnaast is in 2020 van zijn hand een bundel met haiga's (haiku + foto) uitgekomen onder de titel "Uit de schachten van de nacht" *. In 2023 had de oud-burgemeester als amateur-fotograaf nog een duo-expositie met beeldhouwer Toine de Beer in cultureel-centrum Elckerlyc te Hilvarenbeek.  In 2024 verscheen zijn boek "Dubbel smaragd - Kroniek van een rusteloze familie" met een voorwoord van prof. dr. Arnoud-Jan Bijsterveld, hoogleraar cultuur in Brabant van Tilburg University.* 